# Arroyo Salsipuedes Grande
El Arroyo Salsipuedes Grande es un curso de agua uruguayo que atraviesa los departamentos de Tacuarembó, Paysandú y Río Negro. Pertenece a la cuenca hidrográfica del Río Negro y del Río de la Plata.
Nace en la Cuchilla de Santo Domingo y desemboca en el río Negro tras recorrer alrededor de 64 km. 
En sus costas ocurrió la Matanza de Salsipuedes en abril de 1831.